# Спинальна дошка

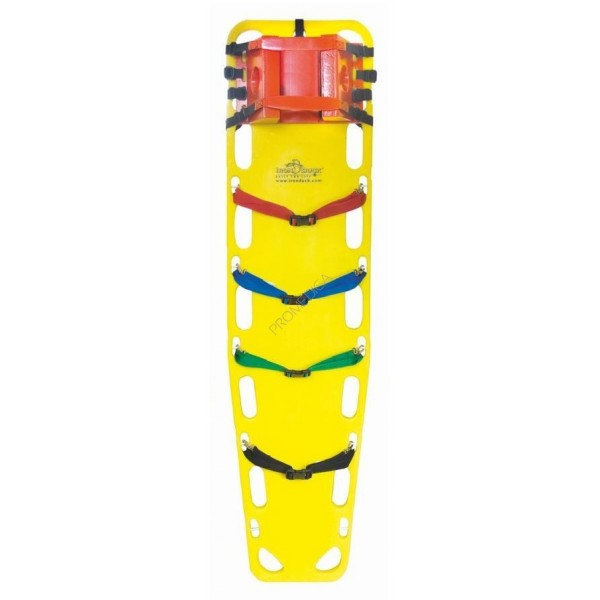
Спинальна дошка з ремінною системою та з пристроєм для фіксації голови

Спинальна дошка (спинальний щит, щит-ноші) — медичний виріб, який використовується переважно при наданні догоспітальної екстренної медичної допомоги, постраждалим з вірогідною травмою хребта з метою його іммобілізації та подальшого транспортування. Зазвичай виробляється з міцних рентгенпрозорих та немагнітних матеріалів (деревина, пластик та ін.) у вигляді дошки яка повторює контури тіла людини та має по краям отвори для переноски та кріплення додаткових фіксуючих ременів та пристроїв для фіксації голови та шийного відділу хребта. Переважно використовується медиками екстренної медичної допомоги та рятувальниками.

## Характеристики

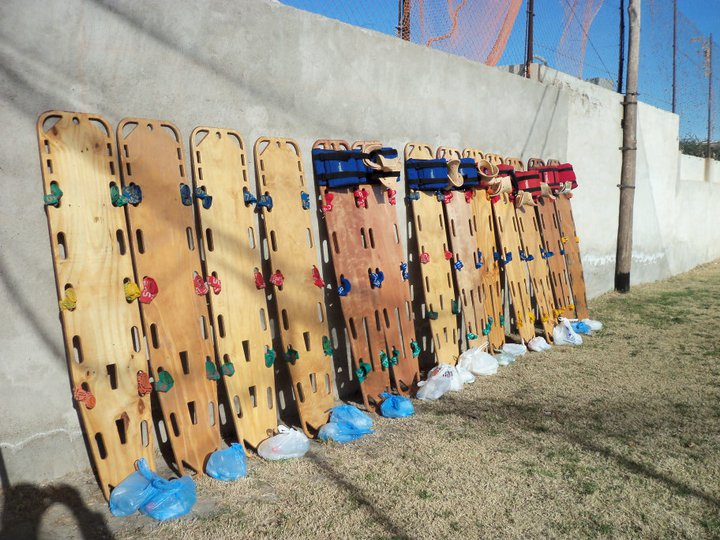
Спинальні дошки виготовлені з деревини

Виріб виготовляється у формі пласкої дошки. В залежності від виробника спинальна дошка може виготовлятися з пластика, поліетилену, деревини (зазвичай використовуються рентгенпрозорі матеріали які не створюють додаткові артефакти при рентгенографії та немагнітні матеріали — дозволяють проводити МРТ дослідження). Інертні матеріали (пластик та ін.) також дозволяють проводити миття та дезінфекцію поверхні щита. По периметру дошки є отвори які застосовуються як ручки для переносу спинального щита, а також як отвори для спецільаних ремнів які фіксують пацієнта і попереджають його рухи при транспортуванні. Виготовлення щита з пластика (або поліетилена) дозволює проводити його фарбування в яскраві кольори (для кращої помітності в умовах надзвичайної ситуації) а також за рахунок його плавучесті, дозволяє його використовувати під час рятувальних операцій на воді.
В залежності від розмірів, виділяють дорослі та дитячі спинальні щити. Деякі виробники комбінують обидва розміри в одному виробі (дитячий щит виймається із дорослого).
| Параметр                 | Значення                |
| Дорослий спинальний щит  | Дорослий спинальний щит |
| ------------------------ | ----------------------- |
| Довжина                  | 1830-1840 мм            |
| Ширина                   | 450 мм                  |
| Товщина                  | 50 мм                   |
| Маса                     | 7,5 кг                  |
| Максимальне навантаження | 160 кг                  |
| Дитячий спинальний щит   |                         |
| Довжина                  | 1190 мм                 |
| Ширина                   | 315 мм                  |
| Товщина                  | 47,5 мм                 |
| Маса                     | 2,5 кг                  |
| Максимальне навантаження | 80 кг                   |

Додатково спинальні щити оснащуются ремінної системою для фіксації пацієнта та системою фіксаці голови.

## Покази та застосування

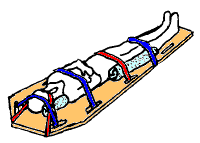
Схематичне зображення іммобілізації та фіксації пацієнта на спинальній дошці

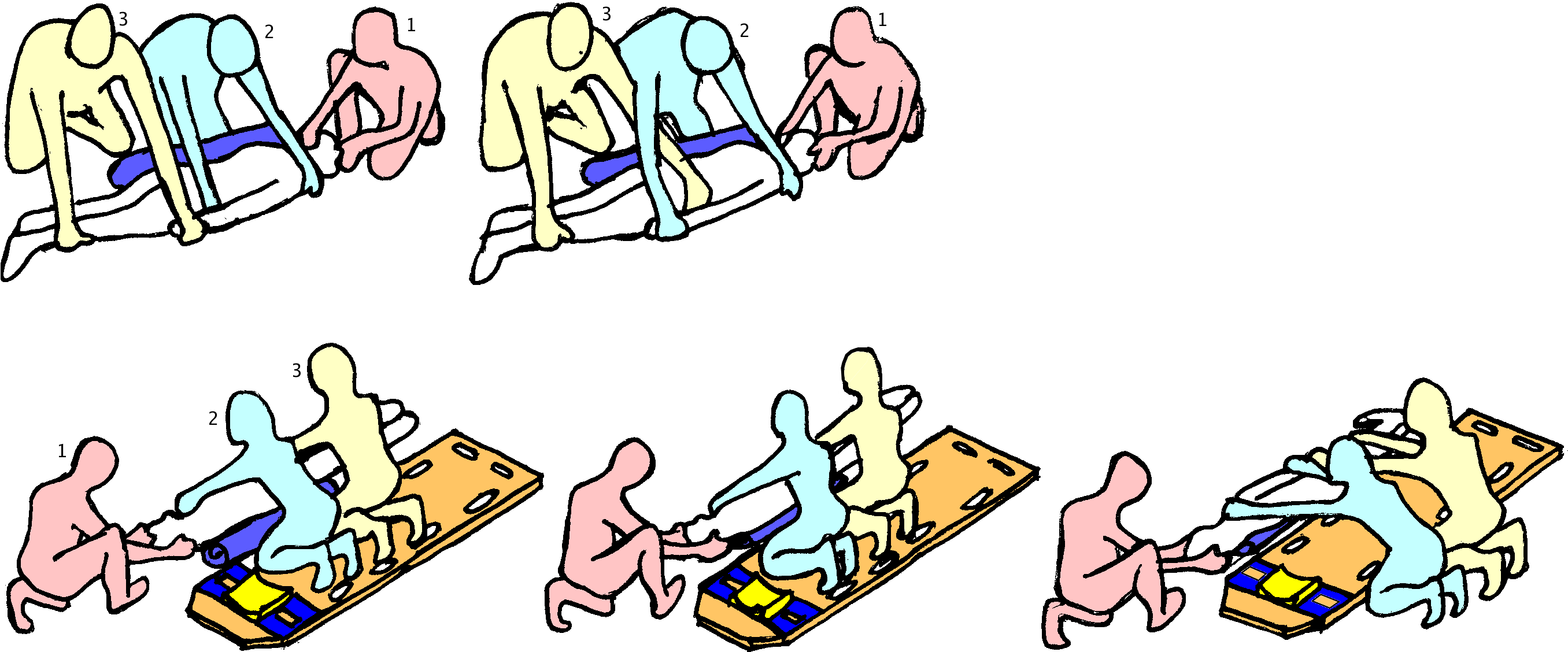
Методика «перекочування колоди» — постраждалий, який знаходится на животі, спочатку за допомогою трьох рятівників перекочується на спину, а далі на підставлену спинальну дошку.

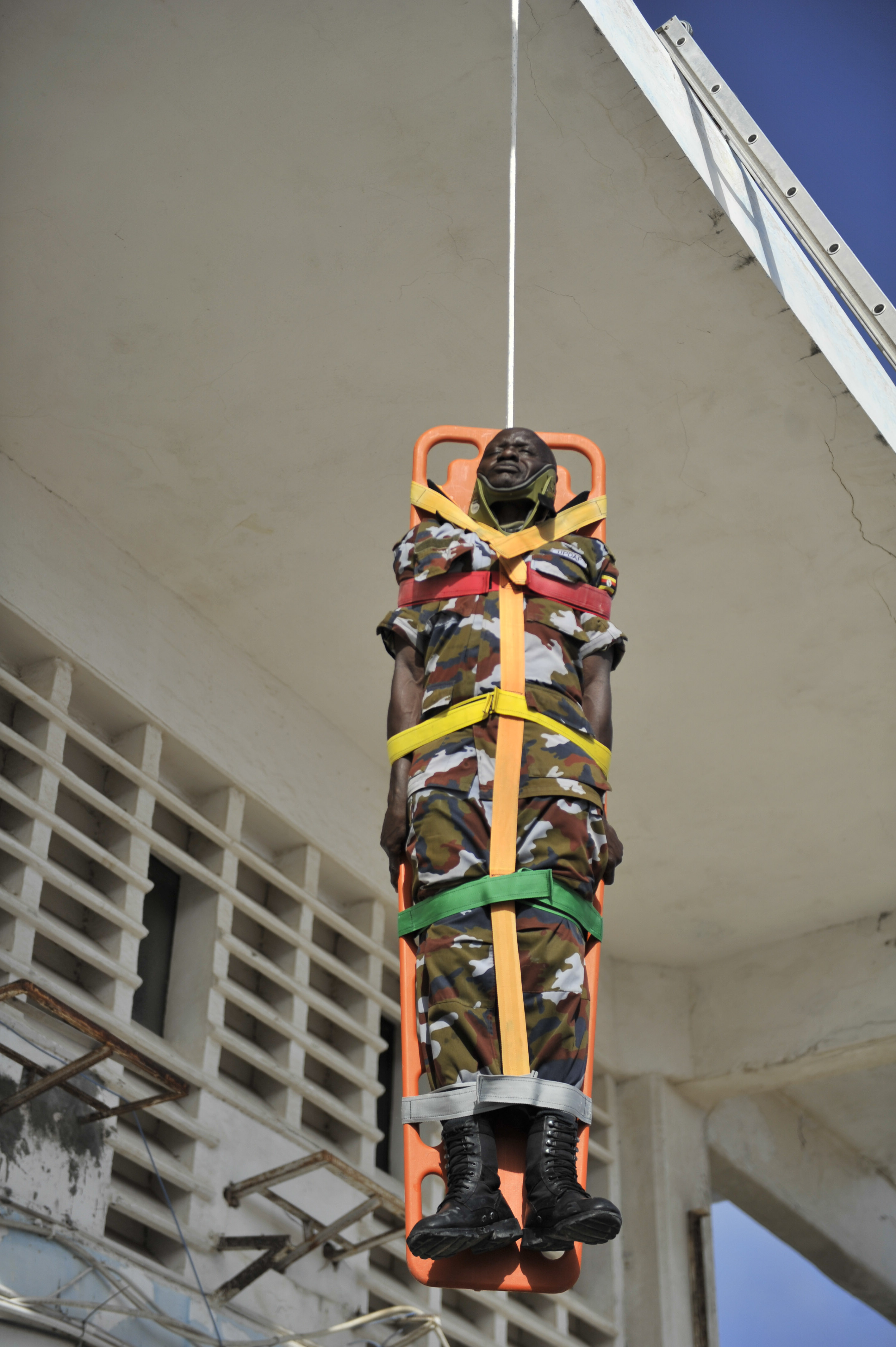
Постраждалого, закріпленого ремінною системою до спинальної дошки, рятувальники спускають з пошкодженої будівлі під час тренування рятувальників у Сомалі

Також в фазі евакуації слід значну увагу приділяти іммобілізації хребта (шийні комірці, спинальні дошки, головні блоки), особливо у постраждалих з наявною неврологічною симптоматикою, або при травмі, за своїм механізмом ризиконебезпечній щодо пошкодження хребта. Слід звернути увагу на постраждалих віком старше 65 років, оскільки ризик пошкодження хребта у них є набагато більшим ніж в інших вікових групах.
У кожному випадку виявлення клінічних показань до використання іммобілізації хребта слід правильно накласти шийний комірець відповідного розміру, щоб зменшити рухливість шийного відділу хребта. Короткий спінальний щит використовується для іммобілізації потерпілого, який перебуває в положенні, за якого використання довгого спінального щита неможливе. Переміщення на щит має проводитися дуже обережно і скоординовано, щоб запобігти виникненню вторинних пошкоджень. Фіксуючи пацієнта на ношах або щиті, необхідно використовувати відповідні ремні. Вони мають бути достатньо широкими, щоб не перетискати тканини.

## Особливості застосування
Жорсткий щит слід забрати якомога швидше, щоб запобігти пошкодженню шкіри. Хоча побічні ефекти неналежної іммобілізації достатньо добре задокументовані, довготривала іммобілізація пацієнтів на твердій поверхні, наприклад на спінальній дошці з використанням твердого шийного комірця, також може бути небезпечною. Окрім того, що вони спричиняють серйозний дискомфорт для пацієнтів, що можуть рухатися, довготривала іммобілізація може призвести до утворення пролежнів і проблем з диханням у людей із травмами спинного мозку. Тому спінальні дошки слід використовувати лише під час транспортування й намагатись якнайшвидше перемістити пацієнтів.
Встановлено, що тривала іммобілізація потерпілого на іммобілізаційному щиті може призводити до посиленої роботи дихання, а також підвищувати ризик аспірації.